# Российский книжный союз
Российский книжный союз — негосударственная некоммерческая организация, объединяющая российские издательства, распространителей книжной продукции, полиграфические и целлюлозно-бумажные предприятия, библиотеки, писательские организации. В Российском книжном союзе по состоянию на 2015 год насчитывается около 1500 членов.

## История
О создании Российского книжного союза было объявлено в рамках IV Национальной ярмарки «Книги России» 14 марта 2001 г. В новое объединение книгопроизводителей вошли издательства ЭКСМО, АСТ, ОЛМА, «Росмэн», «Дрофа», «Просвещение».
23 апреля 2001 года состоялся первый учредительный съезд РКС.

## Деятельность
Задачи, которые декларирует РКС:
- консолидация усилий книжного сообщества России в развитии книжной отрасли;
- повышение культуры ведения бизнеса;
- содействие образовательным, просветительским и культурным программам в области чтения[1].

РКС занимается разработкой и реализацией Национальной программы поддержки и развития чтения, которой в 2013 г. был придан государственный статус. В программе определены ключевые направления в решении проблем чтения и грамотности в России: изменение имиджа чтения в обществе, внедрение программ по развитию чтения в системе образование, развитие библиотечной и книготорговой систем.
Российский книжный союз является инициатором и автором Концепции программы поддержки детского и юношеского чтения в РФ.
Концепция представляет собой систему взглядов на основные проблемы в сфере детского и юношеского чтения, базовые принципы, цели, задачи, основные направления формирования программы и этапы её реализации. По заявлению Минкомсвязи, она станет основой для разработки соответствующей подпрограммы государственной программы Российской Федерации «Информационное общество (2011—2020 годы)».
РКС — соорганизатор книжного фестиваля «Красная площадь», Санкт-Петербургского Международного книжного салона, соучредитель
национальной премии «Большая книга», Национальной литературной премии имени Валентина Распутина, учредитель историко-литературной премии «Клио» и Всероссийского конкурса «Самый читающий регион».
РКС проводит общественную экспертизу учебников и учебной литературы.

## Структура
Законодательный орган РКС — общее собрание (съезд).
Президент Российского книжного союза избирается на три года. С 2001 года им является С. В. Степашин.
Филиалы РКС находятся в Москве, Санкт-Петербурге, Новосибирской области, Кировской области, Пензенской области, Ульяновской области, Калининградской области, Волгоградской области, Московской области, Архангельской области, Республике Дагестан, Республике Бурятия, Ярославской области, Саратовской области, Ростовской области, Новгородской области.

### Экспертный центр
23 апреля 2024 года на базе РКС запущен экспертный центр для оценки печатных и электронных книжных изданий на предмет соответствия законодательству. В состав Центра вошли представители Роскомнадзора (РКН), Российского исторического общества, Российского военно-исторического общества, Русской православной церкви, Духовного управления мусульман России, Федерации еврейских общин России, Ассоциации юристов России, Российской академии образования, Литературного института им. А. М. Горького и других учреждений и организаций.
Деятельность
По рекомендации Центра издательская группа АСТ, входящая в крупнейшую в России издательскую группу «Эксмо-АСТ», временно приостановила продажу известных романов  «Наследие» Владимира Сорокина,  «Дом на краю света» Майкла Каннингема и «Комната Джованни» Джеймса Болдуина. Экспертное заключение указало на наличие информации, запрещенной к распространению согласно закону о запрете пропаганды нетрадиционных сексуальных отношений и (или) предпочтений, а также смены пола.

## Награды
- Благодарность Президента Российской Федерации (15 августа 2020 года) — за заслуги в развитии отечественной культуры и искусства, многолетнюю плодотворную деятельность[17].